# Zygophylax polycarpa
Zygophylax polycarpa är en nässeldjursart som beskrevs av Vervoort och Watson 2003. Zygophylax polycarpa ingår i släktet Zygophylax och familjen Lafoeidae. Inga underarter finns listade i Catalogue of Life.